# Гост Лукрецій Тріціпітін
Гост Лукре́цій Тріціпіті́н (лат. Hostus Lucretius Tricipitinus; ? — після 418 до н. е.) — політичний і державний діяч часів ранньої Римської республіки, консул 429 року до н. е.

## Біографія
Походив з патриціанського роду Лукреціїв. Про дитячі та молоді роки його відомостей не збереглося. Син Луція Лукреція Тріціпітіна, консула 462 року до н. е.
У 429 році до н. е. його було обрано консулом разом з Луцієм Сергієм Фіденатом. Їхня каденція пройшла спокійно, без якихось значних подій.
З того часу про подальшу долю Госта Лукреція Тріціпітіна згадок немає.